# Tang Gewog

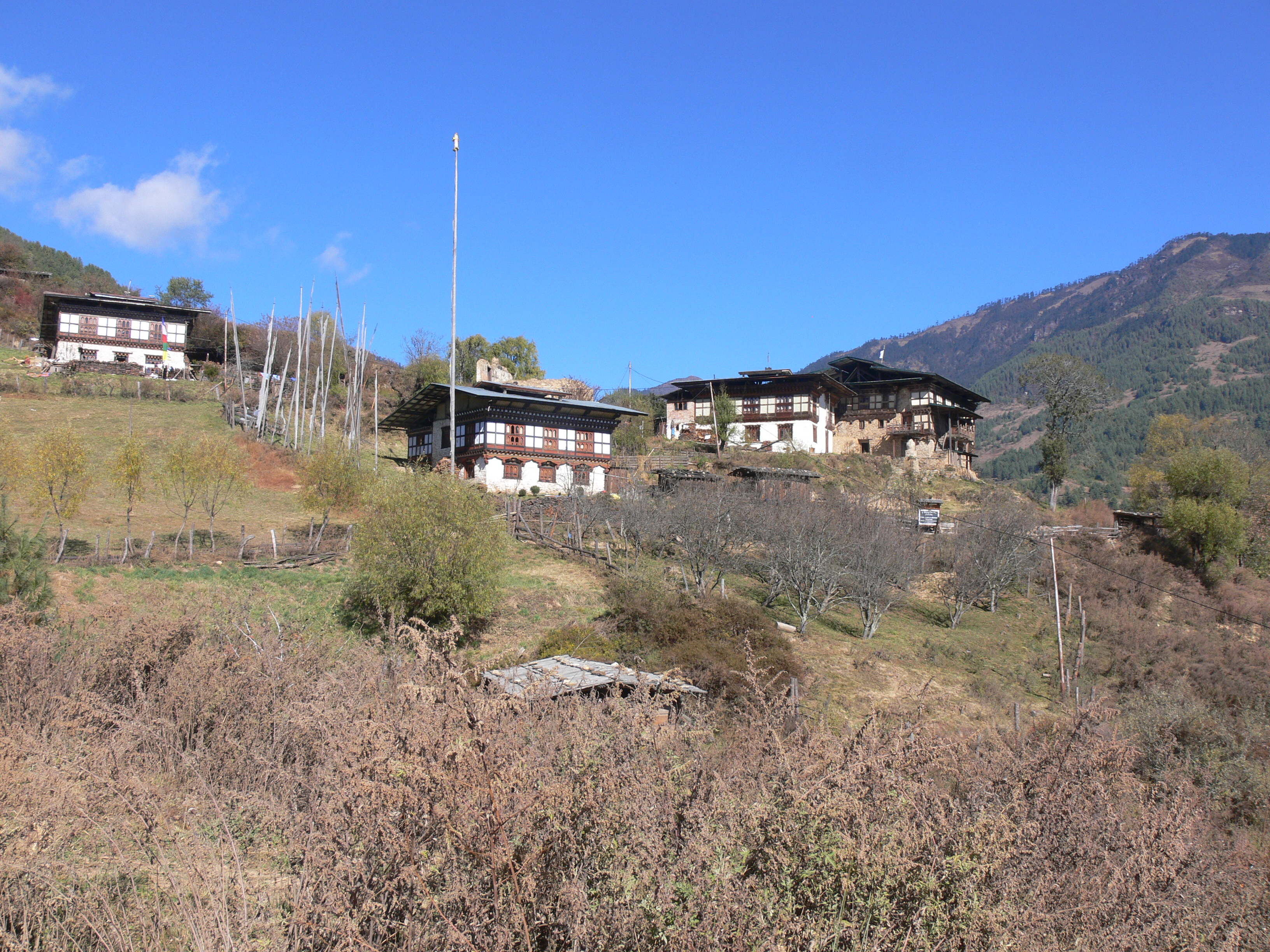
Traditionelle Häuser im Tang-Tal.

Tang (Dzongkha: སྟང་) ist einer von vier Gewogs (Blöcke) des Dzongkhags Bumthang in Zentralbhutan. 
Tang Gewog ist wiederum eingeteilt in fünf Chiwogs (Wahlkreise). 
Der Gewog befindet sich im östlichen Teil Bumthangs und erstreckt sich über Höhenlagen zwischen 2800 und 5000 m. Der Tang Chhu, linker Nebenfluss des Bumthang Chhu, durchquert das Gebiet.
Laut der Volkszählung von 2005 leben im Gewog Tang auf einer Fläche von 511 km² 1816 Menschen in 32 (nach Zählung der Wahlkommission 26) Dörfern bzw. Weilern in ungefähr 300 Haushalten.
Zu den Schulen im Gewog zählen zwei Grundschulen und eine weiterführende Schule, die Mesithang Lower Secondary School.
Zur medizinischen Versorgung gibt es eine Grundversorgungsstelle (BHU, Basic Health Unit) und elf Gemeinde-Gesundheitsarbeiter (VHW, Village Health Worker).
Ihr Auskommen hat die Bevölkerung von Tang Gewog hauptsächlich durch Ackerbau und Viehzucht. Es werden Weizen, Gerste, Buchweizen und als Cash Crops Kartoffeln und Äpfel angebaut. Im Dorf Tandingang gibt es eine Molkerei, die ursprünglich ein vom  Landwirtschaftsministerium betriebenes Zentrum zur Schafsaufzucht war. 1997 war der landwirtschaftliche Betrieb vom vierten König Jigme Singye Wangchuck 
der Bevölkerung des Tang Gewog übereignet worden.
| Chiwog                               | Dörfer bzw. Weiler |
| ------------------------------------ | ------------------ |
| Tadingang རྟ་མཁྲི་སྒང་                   | Tandingang         |
| Khangrab ཁང་རབས་                     | Benzabi            |
| Khangrab ཁང་རབས་                     | Chhutoe            |
| Khangrab ཁང་རབས་                     | Gambling           |
| Khangrab ཁང་རབས་                     | Khangrab           |
| Khangrab ཁང་རབས་                     | Khoyar             |
| Khangrab ཁང་རབས་                     | Namkha             |
| Khangrab ཁང་རབས་                     | Shobugoenpa        |
| Khangrab ཁང་རབས་                     | Tashiling (Tang)   |
| Khangrab ཁང་རབས་                     | Ugyenchholing      |
| Kidzom Nyimalung སྐྱིད་འཛོམས་_ཉི་མ་ལུང་    | Chojam             |
| Kidzom Nyimalung སྐྱིད་འཛོམས་_ཉི་མ་ལུང་    | Gangju             |
| Kidzom Nyimalung སྐྱིད་འཛོམས་_ཉི་མ་ལུང་    | Kidzom             |
| Kidzom Nyimalung སྐྱིད་འཛོམས་_ཉི་མ་ལུང་    | Nangnang           |
| Kidzom Nyimalung སྐྱིད་འཛོམས་_ཉི་མ་ལུང་    | Nimalung           |
| Kidzom Nyimalung སྐྱིད་འཛོམས་_ཉི་མ་ལུང་    | Tralang            |
| Kidzom Nyimalung སྐྱིད་འཛོམས་_ཉི་མ་ལུང་    | Sameth             |
| Dazur མདའ་ཟུར་                        | Dazur              |
| Dazur མདའ་ཟུར་                        | Jamshong           |
| Dazur མདའ་ཟུར་                        | Jog                |
| Dazur མདའ་ཟུར་                        | Missertang         |
| Dazur མདའ་ཟུར་                        | Pangshing          |
| Dazur མདའ་ཟུར་                        | Rimochen           |
| Bezur Kuenzargdrag སྦས་ཟུར་_ཀུན་བཟང་བྲག་ | Bezur              |
| Bezur Kuenzargdrag སྦས་ཟུར་_ཀུན་བཟང་བྲག་ | Kuenzangdag        |
| Bezur Kuenzargdrag སྦས་ཟུར་_ཀུན་བཟང་བྲག་ | Phom Drong         |